# Luchistaja Bay
Die Luchistaja Bay (englisch; russisch Бухта Лучистая Buchta Lutschistaja, deutsch ‚Strahlende Bucht‘) ist eine Bucht an der Knox-Küste des ostantarktischen Wilkesland. Sie liegt in der Bunger-Oase.
Wissenschaftler einer sowjetischen Antarktisexpedition kartierten und benannten sie 1956. Das Antarctic Names Committee of Australia übertrug diese Benennung in einer Teilübersetzung ins Englische.